# Juan Manuel Chumilla-Carbajosa
Juan Manuel Chumilla-Carbajosa, a volte accreditato come Juan Manuel Chumilla o Chumilla-Carbajosa, (Cartagena, 1961) è un regista e sceneggiatore spagnolo che si occupa in particolare dell'interazione tra realtà, fotografia, cinema e televisione.

## Filmografia

### Lungometraggi
- El infierno prometido (1993)
- Amores que matan (1996)
- Zapping (1999)
- Buscarse la vida (2006)
- Desnudos desnudos (2003)
- El agua de la vida (2008)
- The Unmaking Of (O cómo no se hizo) (2010)
- El infierno prometido (El montaje de fortuna) (2013)
- Regreso al horizonte (2017)
- El embrujo de Quijat (2022)

### Cortometraggi
- El hombre de la multitud (1984-86)
- Berenice (1985)
- El número marcado (1989)
- Cuento de Navidad (para indigentes) (2000)
- Magos como tú (2005)
- La Rumba! (2013)

## Pubblicazioni
- (ES) Juan Manuel Chumilla-Carbajosa, La mirada indomable - Reflexiones sobre el cine independiente, Tres Fronteras Ediciones, 2022, ISBN 9788415556978.

## Riconoscimenti
- Premio Goya
  - 1990 - Candidatura al premio per il miglior cortometraggio a El número marcado
- MystFest
  - 1996 - Candidatura al premio per il miglior film a Amores que matan